# Colletes aridus
Colletes aridus là một loài Hymenoptera trong họ Colletidae. Loài này được Stephen mô tả khoa học năm 1954.